# Roudné (Ústí nad Labem)
Roudné (německy Raudney) je zaniklá vesnice na severozápadním okraji Ústí nad Labem. Stávala v sousedství zaniklé vesnice Úžín v místech, kde se nachází skládka odpadu u Letiště Ústí nad Labem.

## Název

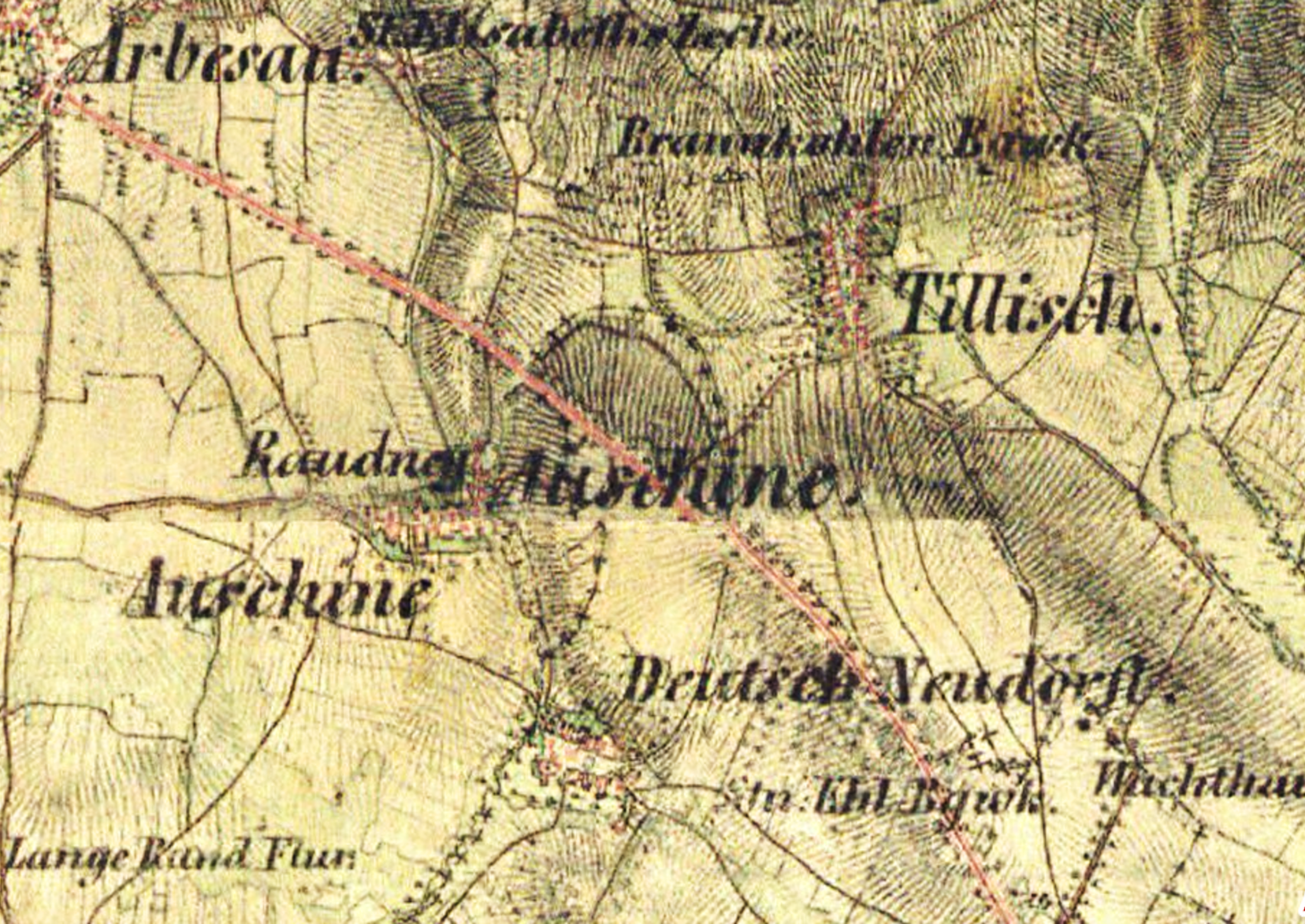
Roudné (Raudney) u Úžína na mapě z 19. století

Název vesnice vznikl jako přídavné jméno od slova ruda. V historických pramenech se jméno objevuje ve tvarech: in Rudny (1401), na Rudnem (1429), w Raudne (1546), ve vsi Raudny (1576), Raudney (1615), Raudny (1618), Raudney (1654) a Roudné nebo Raudney (1854).

## Historie
První písemná zmínka o vsi pochází z roku 1401. Vesnice zanikla v roce 1968 v důsledku těžby hnědého uhlí.

## Přírodní poměry
Vesnice stávala v katastrálním území Všebořice s rozlohou 7,33 km². Nacházela se v nadmořské výšce okolo 260 metrů v severovýchodní části chomutovsko-teplické pánve.

## Obyvatelstvo
Při sčítání lidu v roce 1921 ve vsi žilo 116 obyvatel (z toho 58 mužů), z nichž byl jeden Čechoslovák, 94 Němců, třináct příslušníků jiné národnosti a osm cizinců. Kromě sedmi evangelíků byli římskými katolíky. Podle sčítání lidu z roku 1930 měla vesnice 133 obyvatel: jednoho Čechoslováka, 124 Němců a osm cizinců. Počet evangelíků vrostl na 22 a ostatní se hlásili k římskokatolické církvi.
|           | 1869 | 1880 | 1890 | 1900 | 1910 | 1921 | 1930 | 1950 | 1961 |
| --------- | ---- | ---- | ---- | ---- | ---- | ---- | ---- | ---- | ---- |
| Obyvatelé | 83   | 86   | 69   | 108  | 123  | 116  | 133  | 127  | 136  |
| Domy      | 11   | 13   | 14   | 17   | 16   | 17   | 23   | 36   | .    |

## Obecní správa
Roudné při sčítání lidu v letech 1869–1971 patřilo k obci Úžín. Jako část obce zaniklo 26. listopadu 1971.